# Мильграм, Леонид Исидорович
Леони́д Иси́дорович Мильгра́м (25 февраля 1921, Москва — 17 июня 2011, Москва) — советский, российский педагог. Народный учитель СССР (1991).

## Биография
Родился в семье Исидора Вольфовича Мильграма (1896—1938), большевика с 1916 года, принадлежавшего к первому поколению советских разведчиков. Мать — Фрида Францевна Мильграм (1895—1981), сопровождала мужа в командировках, работала шифровальщицей. В Москве Мильграмы жили в гостинице «Люкс» (Тверская улица, 10), где родился Леонид, затем переехали в соседний дом № 12, где занимали две комнаты в коммунальной квартире. Первые годы жизни Л. И. Мильграма связаны с работой отца. В 1924—1925 году И. В. Мильграм с семьей жил в Греции, где был резидентом ОГПУ. В 1926 году он сопровождал Л. Д. Троцкого в поездке на лечение в Германию. В 1926—1927 годах Мильграмы жили в Китае, где Исидор Вольфович был резидентом ОГПУ под прикрытием должности генерального консула СССР в Шанхае. Впоследствии, уже без семьи, он находился на нелегальной работе в Минске.
В 1930 году И. В. Мильграм перешёл на преподавательскую работу. Он поступил в Институт красной профессуры и одновременно преподавал в Центральной школе ОГПУ. В том же году произошли изменения в личной жизни: семья Мильграмов распалась. Леонид остался жить с отцом и его второй супругой, киноактрисой Евлалией Вячеславовной Успенской (артистический псевдоним — Ольгина, 1904—1986). В 1934 году И. В. Мильграм перешёл на работу в Академию наук СССР, став учёным секретарем Института экономики. В квартире Мильграма и Успенской в Лёвшинском переулке бывали кинорежиссёр М. И. Ромм, боксёр и актёр К. В. Градополов, голландский коммунист Д. Вайнкоп, шахматист Эм. Ласкер и другие интересные люди.
В 1929 году Леонид поступил в школу № 7, позже разделившуюся на 119-ю (Мильграм учился в ней) и 131-ю. Но ещё до получения им аттестата зрелости в его жизни произошли трагические изменения. В феврале 1937 года отец был исключен из партии, а в мае — арестован. Летом Леонид уехал в школьный лагерь, а вернувшись обнаружил, что квартира опечатана — арестовали также и мачеху. 16-летний Леонид остался вдвоём с 14-летним сводным братом Борисом. Он не был отправлен в детский дом, продолжал учиться в школе, совмещая учёбу с работой, чтобы прокормить себя и младшего брата. Леонид и его одноклассники, также оставшиеся без родителей (таких было 13 человек), создали бригаду, занимавшуюся разгрузкой вагонов. Жил Леонид в маленькой 9-метровой комнатке на Патриарших прудах, которую получил взамен конфискованной жилплощади родителей.
Много позже Леонид узнал, что его отец, приговор которого, объявленный родственникам, гласил «10 лет без права переписки», был расстрелян 10 марта 1938 года. В 1956 году последовала посмертная реабилитация. Мачеха, Е. В. Успенская прошла через лагерь и ссылку как член семьи изменника Родины. Она смогла вернуться в Москву только после смерти И. В. Сталина.
В 1939 году Леонид окончил школу и, успешно сдав экзамены, поступил на исторический факультет Московского государственного университета.

### Период Великой Отечественной войны (1939—1946)
В день начала учебного года, 1 сентября 1939 года началась Вторая Мировая война. Студентов-первокурсников призвали на военную службу. В число призванных Леонид, как сын «врага народа», поначалу не попал. Он трижды писал специальные заявления и в ноябре 1939 года наконец был призван в ряды Красной армии. Первым местом службы стал 409-й стрелковый полк. В апреле 1940 года вместе с другими студентами, выделенными как более грамотные, был переведён в 40-й отдельный артиллерийский дивизион особой мощности.
Войну прошёл с первого до последнего месяца, служа артиллерийским разведчиком. К началу войны 40-й дивизион был расквартирован в подмосковной Коломне, на третий день войны он был погружен в эшелон и переброшен на Западный фронт, под Красный Смоленской области. Затем было тяжёлое отступление. Сначала в Гжатск на востоке Смоленщины, потом под Москву. В октябре 1941 года дивизион был выведен за Урал и расквартирован в селе Сигаево Сарапульского района (Удмуртская АССР), где находился до апреля 1944 года.
В 1943 году, находясь в Москве в увольнении, Леонид, зайдя в гости к своему школьному товарищу, встретил Миреллу Пасторе, дочь итальянского коммуниста Оттавио Пасторе, семья которой находилась в эмиграции в СССР с 1929 года. С этого дня они переписывались вплоть до конца войны. В том же 1943 году он вступил в ряды членов ВКП(б).
В апреле 1944 года 40-й артдивизион был переведён на Ленинградский фронт под Выборг. После взятия Выборга, дивизион был переведён в состав 1-го Украинского фронта в Польшу. Затем был Сандомирский плацдарм и взятие Бреслау (ныне Вроцлав), где Леонида застало известие об окончании войны. Демобилизовался он 8 марта 1946 года.

### Учёба и работа (1946—1959)
После демобилизации в 1946 году вернулся в Москву. Он женился на Мирелле Пасторе, дочери редактора итальянской социалистической газеты «Аванти» и потом коммунистической «Унита́» Оттавио Пасторе, оставшейся ради него в СССР, и поселился у неё в той же гостинице «Люкс» на Тверской (в то время уже улице Горького), в которой родился.
В том же году восстановился на первом курсе исторического факультета МГУ, который успешно окончил в 1951 году. По распределению (как сын врага народа и еврей по национальности — учитывая годы борьбы с «безродным космополитизмом») не получил места работы в Москве, а был отправлен учителем истории в Архангельск, где преподавал в техникуме, в Институте повышения квалификации работников лесной промышленности и в Университете марксизма-ленинизма для офицеров флота.

### Работа в 106-й, позже в 45-й московской школе (1959—2002)

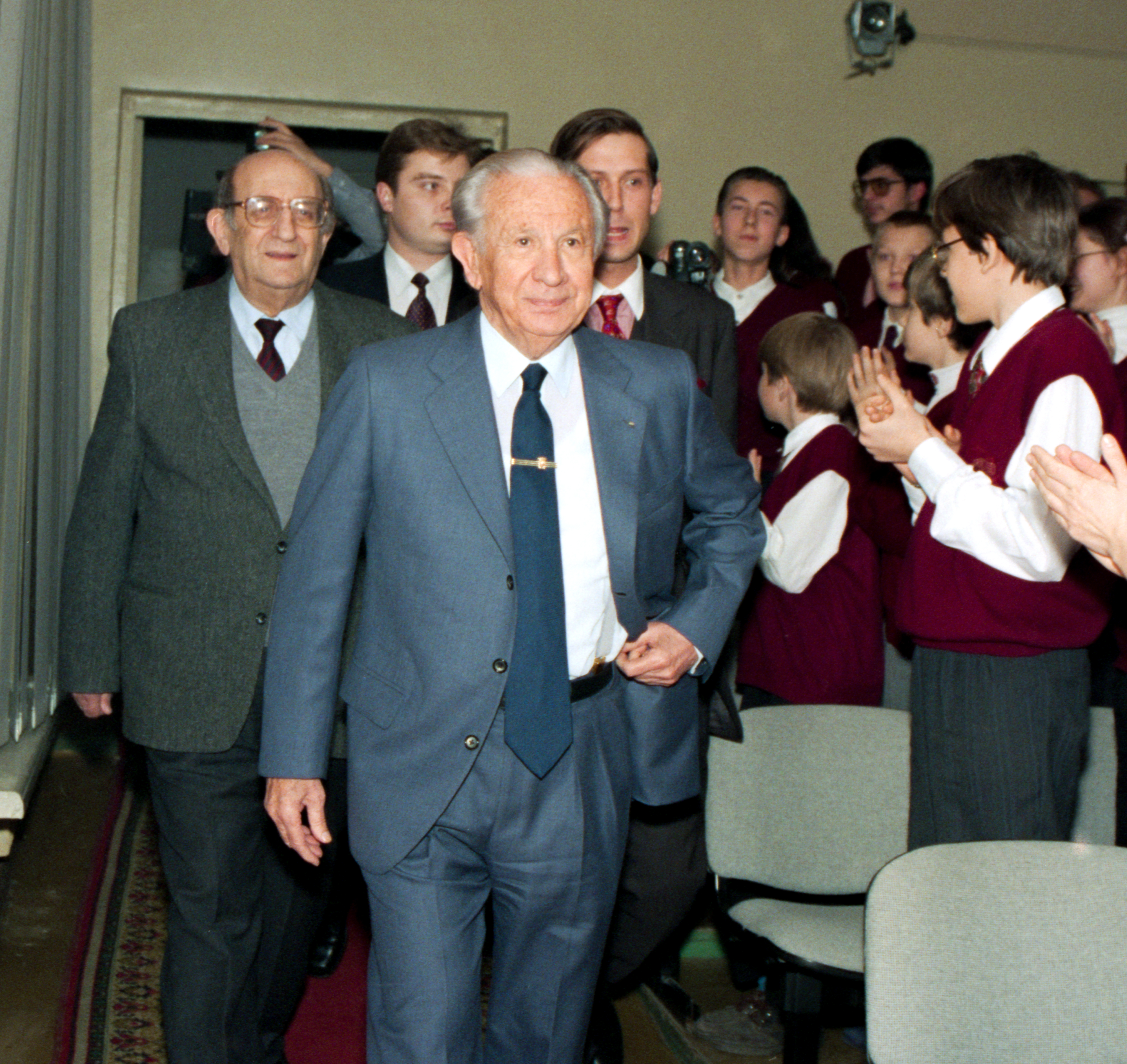
С Хуаном Антонио Самаранчем в школе №45, январь 1998

По возвращении в Москву поступил на работу в школу, в которой сам когда-то учился, а в 1959 году переступил порог 106-й школы, в 1965 году она стала английской № 45, теперь ее знают как «школу Мильграма». В течение года он был в ней завучем, затем стал директором.
Леониду Мильграму удалось создать школу, уникальную своим составом учителей и атмосферой. Она стала одной из самых известных и престижных в Москве. Множество учителей являлись носителями звания «Заслуженный учитель», а также обладателями премии Сороса. Индивидуальный подход к ученикам и учителям способствовал высоким результатам, которые непрестанно демонстрировали ученики. Гимназия регулярно фигурировала в списках победителей олимпиад по множеству предметов, выпускники продолжали учёбу в известных заведениях в Москве и за рубежом. Л. Мильграм часто проявлял необычные педагогические методы. Например, он ввёл форму, чтобы исключить неравенство, вносимое в классы детьми исключительно богатых родителей, не позволял ношение ювелирных украшений и настаивал на аккуратной стрижке для мальчиков: каждое утро он стоял в дверях и приветствовал своих учеников, а тех, кто не соответствовал требованиям, отправлял в парикмахерскую, давая им 10 копеек на стрижку.

Могила Л. И. Мильграма на Донском кладбище

Член российского Совета олимпиад школьников.
В 2000 году в российском конкурсе на звание «Учитель года» в номинации «За честь и достоинство» стал победителем.
После завершения трудовой деятельности в 2002 году регулярно посещал выпускные вечера и участвовал во вручении аттестатов. Его дом всегда был полон выпускников. Гимназия 45 будет носить имя Л. И. Мильграма.
Умер 17 июня 2011 года в Москве. Похоронен на Донском кладбище.

### Семья
- Отец — Исидор Вольфович Мильграм (1896—1938), большевик с 1916 года, принадлежал к первому поколению советских разведчиков.
- Мать — Фрида Францевна Мильграм (1895—?).
- Супруга — Мирелла Пасторе (1922—2012)[5].
- Сын — Георгий Леонидович Пасторе, математик, позднее бизнесмен.

## Награды и звания
- Заслуженный учитель школы РСФСР
- Народный учитель СССР (1991) — за особые заслуги в обучении и коммунистическом воспитании детей и молодёжи, выдающуюся деятельность в области народного образования
- Орден Почёта (1996) — за заслуги перед государством и многолетний добросовестный труд[6]
- Орден Отечественной войны II степени
- Орден Красной Звезды
- Медаль «За боевые заслуги»
- Медаль «В ознаменование 100-летия со дня рождения Владимира Ильича Ленина»
- Медаль «За победу над Германией в Великой Отечественной войне 1941-1945 гг.»
- Медаль «Двадцать лет победы в Великой Отечественной войне 1941-1945 гг.»
- Медаль «Тридцать лет Победы в Великой Отечественной войне 1941-1945 гг.»
- Медаль «Сорок лет Победы в Великой Отечественной войне 1941-1945 гг.»
- Медаль «50 лет Победы в Великой Отечественной войне 1941-1945 гг.»
- Медаль Жукова
- Медаль «Ветеран труда»
- Медаль «В память 800-летия Москвы»
- Медаль «В память 850-летия Москвы»
- Медаль «50 лет Вооружённых Сил СССР»
- Медаль «60 лет Вооружённых Сил СССР»
- Медаль «70 лет Вооружённых Сил СССР»
- Почётный гражданин Москвы (2001) — за заслуги перед городским сообществом в воспитании и обучении подрастающего поколения, многолетнюю творческую деятельность по развитию столичного и российского образования[7]

### Статьи, воспоминания
- Magister vitae. К 80-летию Л. И. Мильграма. / Сост. М. Я. Шнейдер, Г. А. Бордюгов. — М., 2001. — 48 с., илл.
- Аспиз М. Директор гимназии. // Лехаим. 2000. № 6. (Электронная версия).
- Звезда по имени Мильграм. / Сост. Е. Я. Подгорная, К. М. Литвина. — М.: Просвещение, 2011. — 303 с., илл.
- Линник В. Народному учителю СССР Леониду Мильграму — 85! // Слово. 2006. № 6-7.
- Линник В. Народному учителю СССР, почётному гражданину Москвы Леониду Мильграму 90! // Слово. 2011. № 7-8 (25 февраля — 10 марта). (Электронная версия (недоступная ссылка)).
- Лобачева Е. Школе нужны власть и свобода. // Литературная газета. 2006. № 11-12. (Электронная версия (недоступная ссылка)).
- Мелихов А. Прививка невозможного. // Октябрь. 1999. № 12. (Электронная версия).
- Мильграм Л. И. Воспоминания сержанта 40-го отдельного артиллерийского дивизиона. // Твоя газета. 1997. № 2.
- Мильграм Л. И. «Школа моя хорошая…» // Отечественные записки. 2002. № 2. (Электронная версия).
- Молодцова В. Мильграм. Учитель, которым гордятся ученики. // Учительская газета. 2006. № 14 (4 апреля). (Электронная версия).
- Молодцова В. Мильграм — наше все. И даже больше. // Учительская газета. 2011. № 8 (22 февраля).
- Молодцова В. Школа, где Мильграм стал настоящим учителем и наставником. // Учительская газета. 2011. № 8 (22 февраля).
- Низский В. Народный учитель — персона очень важная. // VIP-Premier. 1997. № 27-28.
- Почётные граждане города Москвы. Приложение к «Московскому журналу. История государства Российского». Вып. 4. 2010 год: Леонид Исидорович Мильграм. — 32 с., илл.

### Интервью
- Сволочи директора Мильграма. // Деньги. 1999. № 38 (29 сентября). Интервью Ю. Фуколовой. (Электронная версия).
- Мне в жизни везло на хороших людей. // За Калужской заставой. 2001. № 12. Интервью М. Долгановой.
- Праздник, который всегда с нами. // Время МН. 2001. 31 августа.
- Леонид Мильграм: Прорастаю в учениках. // Московская среда. 2003. № 33 (3-9 сентября). Интервью В. Дворыкина. (Электронная версия, pdf).
- Л. И. Мильграм на «Эхо Москвы» 27 апреля 2003 г. (о детских организациях).
- Л. И. Мильграм на «Эхо Москвы» 9 мая 2004 г. (о Великой Отечественной войне).
- Л. И. Мильграм. // Достоинство. 2004. № 25. Интервью И. Василя.
- Леонид Мильграм: Страницы «Антибиографии». // Сайт «Победа-60» (2005). Интервью К. Быкова.
- Школа — это мое. // За Калужской заставой. 2009. № 35. Интервью Н. Студеникиной.
- Школа начинается с директора. // Аргументы недели. 2010. 3 февраля. Интервью Д. Мартынкиной. (Электронная версия).
- На службе у детей. // Московский комсомолец. 2011. 26 февраля. Беседа Л. И. Швецовой с супругами Мильграм. (Электронная версия (недоступная ссылка)).
- Мильграм: три любви Мэтра. // Бюллетень «Просвещение» № 41 Апрель 2011. Интервью Н. Барташевич. (Электронная версия).